# Valentin Royer
Valentin Royer (* 29. Mai 2001 in Neuilly-sur-Seine) ist ein französischer Tennisspieler.

## Persönliches
Arthur Royer wurde als Sohn französischer Eltern in Frankreich geboren, wuchs jedoch in Osteuropa auf und lebte dabei in Ländern wie Tschechien, Serbien und Polen.

## Karriere
Arthur Royer war zwischen 2016 und 2019 auf der ITF Junior Tour aktiv. 2019 gewann er die von Tennis Europe organisierten U18-Europameisterschaften im Einzel sowie im Doppel mit Harold Mayot. Zuvor hatte er vor allem bei Turnieren unterer und mittlerer Kategorien Erfolg, wobei er vier Einzel- und drei Doppeltitel erringen konnte. Einen seiner bedeutendsten Erfolge feierte er 2017, als er zusammen mit Admir Kalender das J500 Osaka im Doppel gewann. Am Ende des Jahres 2018 belegte Royer Platz 29 in der Junioren-Rangliste.
In seinem letzten Jahr als Junior nahm er an allen vier Grand-Slam-Turnieren teil. Sein bestes Ergebnis im Einzel war das Erreichen des Viertelfinals bei den US Open. Im Doppel erreichte er zweimal die Runde der letzten Acht. 2019 gewann er zwei Einzel- und zwei Doppeltitel, wodurch er in der Rangliste bis auf Platz 8 kletterte. Bei den ITF Junior Masters sicherte er sich am Saisonende den dritten Platz.
Bei den Profis spielte Royer sein erstes Turnier im Jahr 2018. 2019 erreichte er auf der ITF Future Tour sein erstes Finale und schloss das Jahr erstmals unter den Top 1000 der Weltrangliste ab. 2021 erreichte er zwei weitere Future-Finals, was ihn den Top 500 näher brachte. Im Doppel gewann er 2020 und 2021 jeweils einen Future-Titel und erreichte im Juni 2022 mit Platz 778 sein Karrierehoch im Doppel. Seinen Fokus legte Royer jedoch auf den Einzelwettbewerb. 2022 spielte er vier Future-Endspiele und gewann seine ersten beiden Titel. Durch diese Erfolge stieg er in die Top 350 auf und konnte regelmäßiger auf der ATP Challenger Tour antreten. Dort erzielte er erste Siege und erreichte in Saint-Tropez sein erstes Viertelfinale. 2023 gewann Royer vier weitere Future-Titel, 2024 folgte sein insgesamt siebter Titel auf dieser Ebene. Einen großen Erfolg feierte Royer beim Challenger in Sevilla, wo er die Nummer 100 der Welt, Facundo Díaz Acosta, bezwang und ins Halbfinale einzog. Zu Beginn des Jahres 2024 erreichte er bei zwei Challengers in Oeiras jeweils das Halbfinale. In Tunis schaffte er erstmals den Einzug in ein Challenger-Finale, verlor dort jedoch gegen Oriol Roca Batalla. Seinen ersten Challenger-Titel sicherte sich Royer im September 2024 beim Turnier in Sibiu, bei dem er nur einen Satz verlor. Durch diesen Erfolg kletterte er in der Weltrangliste auf Platz 179, sein bisheriges Karrierehoch. 2024 nahm Royer an den Qualifikationsrunden von drei der vier Grand-Slam-Turniere teil. Bei den US Open war er nahe an der Hauptrunde, musste sich jedoch in der letzten Qualifikationsrunde dem Kanadier Gabriel Diallo geschlagen geben.

## Erfolge
| Legende (Anzahl der Siege) |
| Grand Slam                 |
| ATP Finals                 |
| ATP Tour Masters 1000      |
| ATP Tour 500               |
| ATP Tour 250               |
| ATP Challenger Tour (3)    |

### Einzel

#### Turniersiege
| Nr. | Datum              | Turnier | Belag | Finalgegner   | Ergebnis |
| --- | ------------------ | ------- | ----- | ------------- | -------- |
| 1.  | 22. September 2024 | Sibiu   | Sand  | Luka Pavlovic | 6:4, 6:0 |
| 2.  | 1. März 2025       | Kigali  | Sand  | Andrej Martin | 6:1, 6:2 |
| 3.  | 9. März 2025       | Kigali  | Sand  | Guy den Ouden | 6:2, 6:4 |